# Coupe Memorial 1980
Navigation
Édition précédente Édition suivante
L'édition 1980 de la Coupe Memorial est présentée du 4 au 11 mai 1980 à Brandon, Manitoba et à Regina, Saskatchewan. Gérée par l'Association canadienne de hockey amateur, elle regroupe les meilleures équipes de niveau junior à travers les ligues basée au Canada.

## Équipes participantes
- Les Royals de Cornwall représentent la Ligue de hockey junior majeur du Québec.
- Les Petes de Peterborough représentent la Ligue de hockey junior majeur de l'Ontario.
- Les Pats de Regina représentent la Ligue de hockey de l'Ouest.

## Classement de la ronde préliminaire
| Équipe                | PJ | V | D | BP | BC | Pts |
| --------------------- | -- | - | - | -- | -- | --- |
| Petes de Peterborough | 4  | 3 | 1 | 21 | 18 | 6   |
| Royals de Cornwall    | 4  | 2 | 2 | 18 | 26 | 4   |
| Pats de Regina        | 4  | 1 | 3 | 21 | 16 | 2   |

## Résultats

### Résultats du tournoi à la ronde
| Date       | Vainqueur             | Résultat | Perdant               |
| ---------- | --------------------- | -------- | --------------------- |
| 4 mai 1980 | Petes de Peterborough | 5-4 (P)  | Pats de Regina        |
| 5 mai 1980 | Royals de Cornwall    | 5-3      | Pats de Regina        |
| 6 mai 1980 | Petes de Peterborough | 8-6      | Royals de Cornwall    |
| 7 mai 1980 | Petes de Peterborough | 4-3      | Pats de Regina        |
| 8 mai 1980 | Pats de Regina        | 11-2     | Royals de Cornwall    |
| 9 mai 1980 | Royals de Cornwall    | 5-4      | Petes de Peterborough |

### Ronde finale
| Date        | Vainqueur          | Résultat | Perdant               |
| ----------- | ------------------ | -------- | --------------------- |
| 11 mai 1980 | Royals de Cornwall | 3-2 (P)  | Petes de Peterborough |

## Effectifs
Voici la liste des joueurs des Royals de Cornwall, équipe championne du tournoi 1980 :
- Entraîneur : Doug Carpenter
- Gardiens : Tom Graovac et Ron Scott.
- Défenseurs : Fred Arthur, Fred Boimistruck, Craig Haliday, Pat O'Kane, Robert Savard et Dan Zavarise.
- Attaquants : Scott Arniel, Dan Brown, Newell Brown, Mike Corrigan, Marc Crawford, Dan Daoust, Gilles Crepeau, Dave Ezard, Pat Haramis, Dale Hawerchuk, Bobby Hull Jr. et Rod Willard.

## Honneurs individuels
- Trophée Stafford-Smythe (MVP) : Dave Ezard (Royals de Cornwall)
- Trophée George-Parsons (meilleur esprit sportif) : Dale Hawerchuk (Royals de Cornwall)
- Trophée Hap-Emms (meilleur gardien) : Rick LaFerriere (Petes de Peterborough)

Équipe d'étoiles :
- Gardien : Rick LaFerriere (Petes de Peterborough)
- Défense : Darren Veitch (Pats de Regina); Larry Murphy (Petes de Peterborough)
- Centre : Bill Gardner (Petes de Peterborough)
- Ailier gauche : Dale Hawerchuk (Royals de Cornwall)
- Ailier droit : Mark Reeds (Petes de Peterborough)